# Véronique Renties
Véronique Renties (née le 3 juillet 1960 à Valenciennes) est une athlète française, spécialiste du demi-fond.

## Palmarès
- 20 sélections en équipe de France A
- 7 sélections en équipe de France Jeunes
- Elle termine quatrième de la finale du 1 500 mètres lors des championnats d'Europe juniors en 1977 organisés à Donetsk[1].
- Elle améliore le record de France junior du 1 500 mètres en 4 min 14 s 0 (1978).
- Elle est l'actuelle détentrice du Record de France junior du 1 000 mètres en 2 min 37 s 2 (1979).

Championnats de France Élite :

- - 3e du 800 mètres en 1976 (cadette)
- - 2e du 1 500 mètres en 1977 (junior)
- - Championne de France du 1 500 mètres en 1978 (junior) (4 min 14 s 0 RFJ)
- - Championne de France du 1 500 mètres en 1979 (junior)
- - Championne de France du 800 mètres en 1979 (junior)
- - Championne de France du 1 500 mètres en 1980
- - Championne de France du 800 mètres en 1980
- - 3e du 1 500 mètres en 1982
- - Médaille d’argent au relais 4 × 400 m des Jeux méditerranéens de 1979 à Split

## Records personnels
| Épreuve | Performance      | Lieu    | Date |
| ------- | ---------------- | ------- | ---- |
| 800 m   | 2 min 04 s 1     | St Maur | 1979 |
| 1 000 m | 2 min 37 s 2 RFJ | Nice    | 1979 |
| 1 500 m | 4 min 10 s 54    | Bâle    | 1980 |